# Biblioteka Klasyków Antropologii
Biblioteka Klasyków Antropologii - książkowa seria wydawnicza Wydawnictwa Marek Derewiecki.
Seria wydawana jest pod patronatem Instytutu Etnologii i Atropologii Kulturowej Uniwersytetu Warszawskiego. W skład komitetu redakcyjnego serii wchodzą: Lech Mróz, Zofia Sokolewicz, Jerzy S. Wasilewski, Anna Zadrożyńska, Magdalena Zowczak.

## Tomy wydane
- Bóg wody Rozmowy z Ogotemmelim (Marcel Griaule)
- Mit i osoba w świecie melanezyjskim (Maurice Leenhardt)
- Narodziny człowieka kulturalnego. Kształtowanie się klasy średniej w Szwecji XIX i XX wieku (Jonas Frykman)
- O bogach i ludziach. Studia o mitologii litewskiej (Algirdas Julien Greimas)
- O bóstwach płodności albo o kultach fallicznych u dawnych i współczesnych (Jacques-Antoine Delaure)
- Opis podróży (Wilhelm z Rubruk)
- Religia Nuerów (Edward Evans-Pritchard)
- Rzecz z dziejów Nowej Hiszpanii. Księga I-III (Bernardino de Sahagún)
- Szkic teorii praktyki, poprzedzony trzema studiami na temat etnologii Kabylów (Pierre Bourdieu)
- Ukryte znaczenia. Wybrane szkice antropologiczne (Mary Douglas)
- Wyspiarze z Andamanów. Studia z antropologii społecznej (Alfred Reginald Radcliffe-Brown)